# Mochokiella paynei
Mochokiella paynei — єдиний вид роду Mochokiella родини Пір'явусі соми ряду сомоподібні. Інша назва «африканський сом Пейна».

## Опис
Загальна довжина сягає 3,5 см. Голова й тулуб сильно сплощені з боків. Голова помірно велика. Очі маленькі. Є 3 пари вусів. Тулуб масивний. Спинний плавець широкий, з трохи розгалуженими 8 м'якими променями та 1 жорстким променем. Хвостове стебло коротке. Жировий плавець невеличкий, округлий. Грудні плавці трикутні. Черевні плавці маленькі. Анальний плавець широкий, з 10—11 м'якими променями. Хвостовий плавець тонкий, розрізаний вузько.
Забаровлення світло-коричневе з великими сідлоподібними плямами темно-коричневого кольору в області спинного та жирового плавців. Чорна смуга проходить через очі та ніздрі. Є темні плями на щоках і зябрових кришках. На кінці хвостового стебла є поперечна темна смуга.

## Спосіб життя
Біологія вивчена недостатньо. Це демерсальна риба. Живе в прісній воді. Зустрічається у дрібних лісових річках. Активні у присмерку та вночі. Живляться м'якими обрастями водоростей, дрібнішими водними організмами.

## Розповсюдження
Мешкає у Сьєрра-Леоне, в лісовому заповіднику Кассаве.